# Hands Like Houses
Hands Like Houses est un groupe australien de rock, originaire de Canberra. Formé en 2008, le groupe est actuellement signé chez Hopeless Records et UNFD. Leur premier album, Ground Dweller, sort le 13 mars 2012, se classant à la 141e place du Billboard 200 et à la 2e place des Billboard Heatseekers Albums. Leur deuxième album, Unimagine, sort le 23 juillet 2013, lors de leur parcours sur le Vans Warped Tour. Le troisième album du groupe, Dissonants, sort le 26 février 2016, suivi du quatrième, Anon, le 12 octobre 2018.

## Histoire

### Débuts (2008–2013)
Formé en 2008 à partir des restes d'autres groupes locaux, So Long Safety et Eternal Debut, le groupe se rend aux Chango Studios pour enregistrer Ground Dweller (d'abord conçu comme un EP, comme le dit Woodley) avec le producteur Cameron Mizell. Cependant, l'EP ne sortira jamais et le groupe décide de réenregistrer certains titres et d'enregistrer six nouveaux titres pour un album studio. En 2011, le groupe sort les singles This Ain't No Place for Animals et Lion Skin (qui présente quelques différences par rapport à celui inclus dans l'album studio) sur iTunes.
En janvier 2012, le groupe signe avec Rise Records et sort Ground Dweller, en mars, en diffusant l'album entier sur le site web d'Alternative Press. Ground Dweller débute à la 141e place du Billboard 200 et à la 2e place des Billboard Heatseekers, et est généralement bien accueilli. Le 2 mai 2012, Hands Like Houses entame sa première tournée aux États-Unis dans le cadre du Freshman Class of '12 Tour de Rise Records, en première partie de The Air I Breathe, Palisades et My Ticket Home.
En avril 2012 sort un EP vidéo nommé Snow Sessions avec des performances acoustiques de certaines chansons de Ground Dweller. Ils tournent aux États-Unis avec We Came as Romans et Attack Attack! et à l'automne 2012 avec Pierce the Veil et Sleeping with Sirens sur le Collide with the Sky Tour. Ils rejoignent Pierce the Veil et Woe, Is Me en mai/juin 2013.

### UnimagineetReimagine(2013–2014)
Lors d'une tournée britannique avec Pierce the Veil et Woe, Is Me, Hands Like Houses interprète de nouvelles chansons de Unimagine, dont le single principal Introduced Species. L'album sort en juillet via Rise Records. Le groupe participe à l'intégralité du Vans Warped Tour 2013 sur la scène #Domo, interprétant Introduced Species et Shapeshifters du nouvel album pendant toute la durée de la tournée. Le groupe publie une vidéo pendant cette période pour A Fire on a Hill, présentant un time lapse d'une fresque murale en évolution peinte par les artistes locaux Alex Lundy and Clare Jackson de Canberra.
En 2014, le groupe effectue plusieurs tournées pour soutenir Unimagine. En février-mars, ils soutient Memphis May Fire à travers les États-Unis avec The Word Alive, A Skylit Drive et Beartooth, puis effectuent leur première tournée en tête d'affiche au Royaume-Uni en avril, soutenus par Crooks. De retour aux États-Unis fin avril, le groupe assure la première partie de Chiodos sur les dernières dates de leur tournée Devil's Dance, aux côtés d'Emarosa, Our Last Night et '68. En mai, le groupe entame sa première tournée en tête d'affiche aux États-Unis, en compagnie de Slaves (Jonny Craig), Miss Fortune et Alive Like Me, avant de retourner en Australie pour une série de concerts en tête d'affiche en compagnie de Forever Ends Here, Breakaway et Far Away Stables. Pendant cette période, le groupe sort son troisième clip vidéo pour A Tale of Outer Suburbia, réalisé par Joshua Aylett.
Après une brève pause, le groupe annonce en septembre 2014 un nouvel EP de versions alternatives de leur précédent album, Unimagine. Comme le révèle le groupe, Reimagine est « un parallèle et une redécouverte d'Unimagine et on ne pouvait pas être plus heureux du résultat ». L'EP sort le 16 septembre 2014. En même temps que l'annonce, ils ont publié des vidéos pour chaque chanson de l'EP, en commençant par Revive (Introduced Species). Le claviériste Jamal Sabet quitte discrètement le groupe en décembre pour se consacrer à d'autres projets.

### Dissonants(2015–2017)
En 2015, Hands Like Houses participe au Discovering the Waterfront 10 Year Anniversary Tour de Silverstein, aux côtés de Beartooth, Major League et My Iron Lung. Avant de commencer la tournée, le groupe enregistre un nouveau single I Am avec Erik Ron aux Grey Area Studios à Los Angeles. Le 12 mars, le groupe dévoile un clip vidéo de 30 secondes pour I Am, produit par Megan Thompson, le single devant sortir le 17 mars. Cependant, le groupe publie le clip deux jours plus tôt sur YouTube. Le groupe entre en studio en mars et enregistre son troisième album avec James Paul Wisner (Underoath, Paramore, Go Radio, The Getaway Plan) à Saint Cloud, en Floride. L'album est publié par Rise Records et UNFD, et sa sortie était initialement prévue pour octobre 2015. Le groupe participe à la tournée du Vans Warped Tour cette année-là. Ils ont présenté une nouvelle chanson, New Romantics, dans le cadre de leur tournée. Hands Like Houses participe au Download Festival au Royaume-Uni à la mi-juin, ainsi qu'à l'ensemble du Vans Warped Tour aux États-Unis en juin-août. En outre, ils sont annoncés comme première partie de la partie australienne du Mindsweep World Tour d'Enter Shikari.
Le 11 août 2015, le groupe annonce via Facebook que leur nouvel album s'appelait Dissonants et qu'il sortirait en octobre, et a également annoncé une tournée mondiale. Le groupe a sorti le deuxième single de Dissonants, New Romantics, qui avait été lancé lors de la tournée Warped Tour, en octobre. Le groupe présente ensuite deux nouvelles chansons lors de leur tournée mondiale Dissonants World Tour, Glasshouse et Perspectives. En décembre, Hands Like Houses remplace The Ghost Inside sur le Big Ass Tour avec A Day to Remember, The Amity Affliction, et Motionless in White après que les membres de The Ghost Inside aient été blessés dans un accident de bus. Plus tard dans le mois, ils annoncent la mise en vente des précommandes de leur album.

### Anon(2018-2020)
Au début de l'année 2018, le groupe se produit au festival UNIFY à Tarwin Lower, ainsi qu'embarqué dans la tournée acoustique Resonants. Le 26 juillet, le groupe annonce la sortie de son quatrième album studio, Anon, prévu pour le 12 octobre chez Hopeless Records. Le premier single de l'album, Overthinking, sort également le même jour. Quatre jours plus tard, le groupe annonce les dates d'une tournée en tête d'affiche à travers l'Amérique du Nord avec Emarosa et Devour the Day. Le deuxième single de l'album, Monster, sort le 13 août. Le 1er octobre, la WWE annonce que Monster serait la chanson thème officielle du pay-per-view WWE Super Show-Down le 6 octobre à Melbourne. Le groupe sort son quatrième album studio Anon le 12 octobre 2018 via UNFD. Michael Parente, critique du Wall of Sound, attribue une note de 7,5/10 à l'album en disant que « cet album est un point de vue rafraîchissant sur le genre, avec une écriture serrée ».
Le troisième single d'Anon, Sick, sort le 22 janvier 2019, accompagné de son clip. Hands Like Houses effectue une tournée nationale de six dates pour promouvoir l'album en février. Ils jouent dans les principales capitales. Ocean Grove, Endless Heights et RedHook ont assuré la première partie du groupe. Le 24 juillet, ils publient une version remixée de leur titre Through Glass, avec Samsaruh au chant. Ils devraient effectuer une tournée dans toute l'Australie régionale en octobre.

### Départ de Woodley (depuis 2020)
En août 2020, le groupe annonce, parallèlement à la sortie de The Water, qu'il sortirait son EP éponyme contenant le single précédemment sorti Space le 23 octobre 2020. L'EP est sorti chez UNFD records et reçoit des critiques généralement positives.
Le groupe annonce le 27 juillet 2023 que Woodley s'était séparé du groupe, citant une « différence de perspective », des « frictions » et des « dysfonctionnements », tout en cherchant une carrière « plus durable » pour soutenir sa famille,.

## Discographie
- 2012 : Ground Dweller (Rise Records)
- 2013 : Unimagine (Rise Records)
- 2014 : Reimagine (EP)
- 2016 : Dissonants (Rise Records)
- 2018 : Anon. (Rise Records)
- 2020 : Hands Like Houses (UNFD)